# Championnat d'Égypte de football 2024-2025
Navigation
Édition précédente Édition suivante
La saison 2024-2025 du championnat d'Égypte de football est la 67e édition du championnat de première division égyptienne. Les dix-huit clubs engagés sont regroupés au sein d'une poule unique.

## Nouveau format
Contrairement aux saisons précédentes, le championnat connait un changement de formule. Dix-huit clubs s'affronteront une seul fois dans un poule unique (17 matchs au total) où les neufs premières équipes seront qualifiées pour la phase du titre afin de déterminer le champion et les qualifications africaines, tandis que les neufs dernières joueront la phase de relégation afin de déterminer les deux équipes qui seront reléguées. Toutes les équipes joueront 8 matchs lors de la phase suivante et les points de chaque équipe durant la saison régulière seront comptés, garantissant ainsi 25 matchs au total pour toutes les équipes (au lieu de 34).

## Participants
- Al Ahly Sporting Club
- Al-Masry Club
- ZED FC
- National Bank of Egypt SC
- ENPPI Club
- Modern Future Football Club
- Pyramids FC
- Pharco FC
- Ittihad Alexandrie
- Ismaily Sporting Club
- Ceramica Cleopatra FC
- Smouha Sporting Club
- Tala'ea El Geish
- Zamalek Sporting Club
- Ghazi El Mahella- Promu de D2
- Haras El-Hedood- Promu de D2
- Petrojet- Promu de D2

## Compétition

### Première phase
| Rang | Équipe                    | Pts | J  | G  | N | P  | Bp | Bc | Diff |
| ---- | ------------------------- | --- | -- | -- | - | -- | -- | -- | ---- |
| 1    | Pyramids FC               | 42  | 17 | 13 | 3 | 1  | 32 | 10 | +22  |
| 2    | Al Ahly Sporting Club T   | 39  | 17 | 11 | 6 | 0  | 30 | 9  | +21  |
| 3    | Zamalek Sporting Club     | 32  | 17 | 9  | 5 | 3  | 30 | 16 | +14  |
| 4    | Al-Masry Club             | 30  | 17 | 8  | 6 | 3  | 19 | 11 | +8   |
| 5    | National Bank of Egypt SC | 29  | 17 | 8  | 5 | 4  | 22 | 18 | +4   |
| 6    | Ceramica Cleopatra FC     | 24  | 17 | 6  | 6 | 5  | 23 | 21 | +2   |
| 7    | Pharco FC                 | 23  | 17 | 6  | 5 | 6  | 17 | 19 | -2   |
| 8    | Petrojet P                | 22  | 17 | 5  | 7 | 5  | 22 | 18 | +4   |
| 9    | Haras El-Hedood P         | 22  | 17 | 6  | 4 | 7  | 17 | 19 | -2   |
| 10   | ZED FC                    | 21  | 17 | 4  | 9 | 4  | 15 | 13 | +2   |
| 11   | Tala'ea El Geish          | 21  | 17 | 5  | 6 | 6  | 13 | 18 | -5   |
| 12   | Smouha Sporting Club      | 20  | 17 | 6  | 2 | 9  | 13 | 22 | -9   |
| 13   | Ittihad Alexandrie        | 18  | 17 | 4  | 6 | 7  | 11 | 16 | -5   |
| 14   | El Gouna FC               | 17  | 17 | 4  | 5 | 8  | 10 | 15 | -5   |
| 15   | Ghazi El Mahella P        | 17  | 17 | 5  | 2 | 10 | 16 | 24 | -8   |
| 16   | Ismaily Sporting Club     | 14  | 17 | 3  | 5 | 9  | 11 | 21 | -10  |
| 17   | ENPPI Club                | 12  | 17 | 2  | 6 | 9  | 10 | 21 | -11  |
| 18   | Modern Future FC          | 9   | 17 | 1  | 6 | 10 | 9  | 24 | -15  |

| Légende : Qualifications et relégations | Légende : Qualifications et relégations                                |
| --------------------------------------- | ---------------------------------------------------------------------- |
|                                         | Qualification pour la phase du titre                                   |
|                                         | Qualification pour la phase de maintien                                |
|                                         | T : Tenant du titre C : Vainqueur de la Coupe d'Égypte P : Promu de D2 |

### Deuxième phase
| Rang | Équipe                    | Pts | J | G | N | P | Bp | Bc | Diff |
| ---- | ------------------------- | --- | - | - | - | - | -- | -- | ---- |
| 1    | Al Ahly Sporting Club T S | 58  | 8 | 6 | 1 | 1 | 22 | 9  | +13  |
| 2    | Pyramids FC C1            | 56  | 8 | 4 | 2 | 2 | 15 | 10 | +5   |
| 3    | Zamalek Sporting Club C   | 47  | 8 | 4 | 3 | 1 | 14 | 6  | +8   |
| 4    | Al-Masry Club             | 42  | 8 | 3 | 3 | 2 | 10 | 9  | +1   |
| 5    | National Bank of Egypt SC | 38  | 8 | 2 | 3 | 3 | 13 | 12 | +1   |
| 6    | Ceramica Cleopatra FC     | 37  | 8 | 4 | 1 | 3 | 15 | 12 | +3   |
| 7    | Pharco FC                 | 32  | 8 | 2 | 3 | 3 | 8  | 16 | -8   |
| 8    | Petrojet P                | 27  | 8 | 1 | 2 | 5 | 7  | 17 | -10  |
| 9    | Haras El-Hedood P         | 24  | 8 | 0 | 2 | 6 | 3  | 16 | -13  |

| Rang | Équipe                | Pts | J | G | N | P | Bp | Bc | Diff |
| ---- | --------------------- | --- | - | - | - | - | -- | -- | ---- |
| 10   | ZED FC                | 32  | 8 | 2 | 5 | 1 | 9  | 5  | +4   |
| 11   | El Gouna FC           | 30  | 8 | 4 | 1 | 3 | 10 | 7  | +3   |
| 12   | Tala'ea El Geish      | 29  | 8 | 1 | 5 | 2 | 5  | 6  | -1   |
| 13   | ENPPI Club            | 27  | 8 | 4 | 3 | 1 | 8  | 5  | +3   |
| 14   | Modern Future FC      | 26  | 8 | 5 | 2 | 1 | 12 | 7  | +5   |
| 15   | Ittihad Alexandrie    | 26  | 8 | 1 | 5 | 2 | 3  | 5  | -2   |
| 16   | Smouha Sporting Club  | 25  | 8 | 0 | 5 | 3 | 2  | 6  | -4   |
| 17   | Ismaily Sporting Club | 23  | 8 | 2 | 3 | 3 | 7  | 7  | 0    |
| 18   | Ghazi El Mahella P    | 23  | 8 | 1 | 3 | 4 | 4  | 12 | -8   |

### Retrait de points d'Al Ahly
Trois points ont été retirés de l'Al Ahly SC après avoir refusé de jouer le match de derby contre le Zamalek SC lors de la première journée de la phase du titre. La Ligue égyptienne de football annonce ultérieurement l'annulation des retraits de points du club d'Al Ahly.  

### Annulation de la relégation
La relégation des deux derniers clubs de la phase de maintien est suspendue à la suite de la décision de la Ligue égyptienne de football à la suite d'un passage à 21 clubs la saison suivante .  

## Statistiques

### Classement des buteurs
Mise à jour le 14 juin 2025
|     | Buteur                   | Club                      | Buts |
| --- | ------------------------ | ------------------------- | ---- |
| 1er | Emam Ashour              | Al Ahly SC                | 9    |
| 2e  | Osama Faisal             | National Bank of Egypt SC | 8    |
| 2e  | Nasser Mansi             | Zamalek                   | 8    |
| 3e  | Salah Mohsen             | Al-Masry SC               | 7    |
| 3e  | Mohamed Ali Ben Hammouda | Ghazl El-Mahalla          | 7    |
| 4e  | Yaw Annor                | National Bank of Egypt SC | 6    |
| 4e  | Zalaka                   | Cleopatra FC              | 6    |
| 4e  | Fiston Mayele            | Pyramids FC               | 6    |
| 4e  | Mostafa Fathi            | Pyramids FC               | 6    |
| 4e  | Amr Nasser               | Pharco FC                 | 6    |
| 5e  | Ibrahim Adel             | Pyramids FC               | 5    |

### Classement des passeurs
Mise à jour le 17 juin 2025
|     | Buteur              | Club                      | Passes décisives |
| --- | ------------------- | ------------------------- | ---------------- |
| 1er | Ibrahim Adel        | Pyramids FC               | 9                |
| 2e  | Ahmed Kendouci      | Cleopatra FC              | 6                |
| 2e  | Yaw Annor           | National Bank of Egypt SC | 6                |
| 3e  | Fawzi El Henawy     | Haras El-Hedood           | 5                |
| 4e  | Nejc Gradišar       | Al Ahly SC                | 4                |
| 4e  | Omar Gaber          | Zamalek                   | 4                |
| 4e  | Abderrahim Deghmoum | Al-Masry SC               | 4                |
| 4e  | Mohamed Chibi       | Pyramids FC               | 4                |
| 4e  | Emam Ashour         | Al Ahly SC                | 4                |
| 4e  | Rashad El Metwaly   | Petrojet                  | 4                |